# 新西伯利亞號攻擊核潛艇
新西伯利亞號攻擊核潛艇（俄語：К-573 «Новосибирск»）是俄罗斯海军一艘核动力推进巡航导弹潜艇。这艘潜艇的名字來自於新西伯利亚。2019年12月25日，新西伯利亞號攻擊核潛艇下水。 它于2021年7月1日开始海试 。2021年 10月26日，新西伯利亞號攻擊核潛艇在海试期間，它在水面和水下同时发射了SS-N-26球果导弹和3M-54。 2021年 12月21日，新西伯利亚号正式加入俄羅斯太平洋艦隊。